# Giacomo Mele
Giacomo Mele (Bari, 22 novembre 1928) è un ex calciatore italiano, di ruolo centrocampista.

## Carriera
Debutta in Serie B nella stagione 1946-1947 con il Siracusa, disputando quattro campionati cadetti e totalizzando 69 presenze e 15 reti.
Nel 1950 passa al Bari dove gioca 2 partite nel campionato di Serie B 1950-1951.